# Jean Bosco Ntagungira
Jean Bosco Ntagungira (ur. 3 kwietnia 1964 w Kigali) – rwandyjski duchowny rzymskokatolicki, biskup Butare od 2024.  

## Życiorys

### Prezbiterat
Święcenia kapłańskie otrzymał 1 sierpnia 1993. Został inkardynowany do archidiecezji kigalijskiej. W latach 1993-1994 pełnił posługę prefekta Niższego Seminarium św. Wincentego w Ndera. Od 1994 do 2001 roku podjął studia na  Papieskim Uniwersytecie Laterańskim które zwieńczył uzyskaniem stopnia naukowego doktora prawa kanonicznego. Do momentu nominacji był od 2002 roku rektorem wspomnianego Niższego Seminarium Duchownego oraz od 2019 roku proboszczem jednej z parafii w Kigali.

### Episkopat
12 sierpnia 2024 został mianowany przez papieża Franciszka ordynariuszem diecezji Butare. Sakry udzielił mu 5 października 2024 metropolita Kigali, kardynał Antoine Kambanda.   